# Polygondwanaland
Albums de King Gizzard & The Lizard Wizard
Sketches of Brunswick East
(2017) Gumboot Soup
(2017)
Singles
1. Crumbling  Castle
Sortie : 18 novembre 2017

Polygondwanaland (/ˈpɒliɡɒndˌwɑːnəlænd/) est le douzième album studio du groupe de rock psychédélique australien King Gizzard & The Lizard Wizard. Les masters de cet album sont mis à disposition du public par le groupe, gratuitement, sous une licence Creative Commons de type BY-ND (qui autorise notamment une utilisation commerciale de l'album),. Le groupe encourage son public à produire des versions physiques de l'album (CD, vinyles, cassettes) et à les diffuser,,. Il s'agit du quatrième de la série de cinq albums sortis par le groupe en 2017.

## Origine et conception
Le titre de l'album est un mot-valise formé par les mots polygon et Gondwanaland.
La gestation de Polygondwanaland  est longue, et influencée par les autres albums enregistrés concurremment : l'écriture de l'album a déjà commencé quand le groupe enregistre les trois premiers albums de 2017, Flying Microtonal Banana, Murder of the Universe (en) et Sketches of Brunswick East (en). Si le morceau Crumbling Castle sort officiellement en octobre 2017, il fait déjà partie du répertoire scénique du groupe en septembre 2016, sous une forme plus courte. Contrairement à certains albums du groupe comme Oddments (en) ou Gumboot Soup (en), qui sont constitués de titres écrits au fil du temps puis compilés, sans connexion ou thème particuliers, Polygondwanaland est écrit de manière plus délibérée et réfléchie : il est divisé en quatre parties musicalement et thématiquement cohérentes (le morceau d'ouverture, Crumbling Castle, puis trois groupes de trois morceaux).
Musicalement, les compositions sont complexes et les arrangements riches, dans la tradition du rock progressif et du rock psychédélique. Comme sur la plupart des albums précédents, les instruments acoustiques (harmonica, flûte traversière, guitare acoustique) occupent une place importante, mais l'album met également en avant les synthétiseurs, utilisés notamment en arpèges et sur des mesures asymétriques et polyrythmiques. Une écriture en hoquet (syllabes d'une même phrase réparties entre plusieurs voix) est utilisée à la fin de l'album.

## Sortie et versions
En avril 2017, les versions démo de plusieurs morceaux de l'album sont publiées sur Soundcloud et Facebook à la suite d'une fuite, puis sont rapidement retirées. L'album sort officiellement le 17 novembre. Il est entièrement gratuit et les masters digitaux, CD et vinyles sont mis à disposition, ainsi que des illustrations destinées à la pochette ou au livret (réalisées par Jason Galea). Les versions digitales, téléchargeables depuis le site du groupe, ainsi que plusieurs versions physiques, contiennent les paroles de l'album traduites en espéranto,.
Plusieurs labels produisent leur version de l'album, notamment ATO Records (en), Needlejuice Records (en), ou encore Shuga Records (en). En France, le label indépendant Crabe Records produit plusieurs versions cassette de l'album. En novembre 2018, le label Flightless Records annonce la sortie de sa propre version de l'album. Il dénombre alors 215 versions, sur plus de 100 labels différents.

## Accueil critique
Nathan Brooks (The Rockhaq Community) considère Polygondwanaland comme « le meilleur album de rock progressif depuis plusieurs décennies », les compétences des musiciens ayant « gagné en maturité pour devenir réellement impressionnantes ». Tim Sendra d'AllMusic décrit un album « soutenu par la qualité de leur écriture et de leur musique, plutôt que par une idée tape-à-l'œil ». Pour JR Moore (The Quietus), le son du groupe « continue d'évoluer et de muter, introduisant, réintroduisant, fusionnant, mêlant, et expérimentant avec un grand nombre d'influences différentes ». Ashlyn Ramirez de Mxdwn considère l'album « entièrement unique et l'un des meilleurs de l'année ». Pour Dafydd Jenkins (Loud and Quiet), le mode de diffusion inhabituel de l'album lui confère une « aura situationniste ».

## Liste des pistes
| 1.    | Crumbling Castle                  | Stu Mackenzie | 10:44 |
| 2.    | Polygondwanaland                  | Stu Mackenzie | 3:32  |
| 3.    | The Castle In The Air             | Stu Mackenzie | 2:47  |
| 4.    | Deserted Dunes Welcome Weary Feet | Stu Mackenzie | 3:33  |
| 5.    | Inner Cell                        | Stu Mackenzie | 3:55  |
| 6.    | Loyalty                           | Stu Mackenzie | 3:38  |
| 7.    | Horology                          | Stu Mackenzie | 2:52  |
| 8.    | Tetrachromacy                     | Stu Mackenzie | 3:30  |
| 9.    | Searching...                      | Stu Mackenzie | 3:03  |
| 10.   | The Fourth Colour                 | Stu Mackenzie | 6:12  |
| 43:46 |                                   |               |       |

## Crédits

### Musiciens
- Michael Cavanagh – batterie (morceaux 1–8), percussions (1, 2, 3, 8, 10), marimba de verre (en) (1)
- Cook Craig – guitare électrique (1, 8, 10), synthétiseurs (9, 10)
- Ambrose Kenny-Smith – harmonica (1, 3, 8, 10), chant (8, 10)
- Stu Mackenzie – chant (1-10), guitare électrique (1, 2, 4, 7, 8, 10), guitare basse (1, 3-7, 9), guitare acoustique (2, 4, 8-10), synthétiseurs (1-10), flûte (1-3, 5-8), marimba de verre (en) (1), mellotron (2, 4), percussions (9)
- Eric Moore – management (1-10)
- Lucas Skinner – guitare basse (10), synthétiseur (7)
- Joey Walker – guitare électrique (1, 3, 5-7, 10), guitare acoustique (3, 5), guitare basse (1, 2, 4, 8), synthétiseurs (5-7, 9, 10), chant (1-8, 10), percussions (1-3, 5, 7, 8, 10)
- Leah Senior – voix (3)

### Production
- Stu Mackenzie – production, enregistrement
- Casey Hartnett - enregistrement
- Ryan K. Brennan - enregistrement
- Sam  Joseph – mixage
- Joe Carra – master
- Jason Galea – illustrations et mise en page